# حرکات شبانه (فیلم ۲۰۱۳)
حرکات شبانه (به انگلیسی: Night Moves) فیلمی در ژانر درام و هیجان‌انگیز، محصول سال ۲۰۱۳ و به کارگردانی کلی رایکارد است. در این فیلم بازیگرانی همچون جسی آیزنبرگ، داکوتا فانینگ، پیتر سارسگارد، عالیه شوکت، لوگان میلر، کاترین واترستون و جیمز لوگرو ایفای نقش کرده‌اند.